# Government Issue
Government Issue was een hardcore-band die begin jaren tachtig actief was. Ze kwamen uit Washington D.C. en waren een van de eerste bands op het platenlabel Dischord Records. Ze stopten mid jaren 80 met het maken van typische hardcore, om meer traditionele rock te gaan spelen. Government Issue was langst spelende band in de DC scene tot ze na verschillende line-up veranderingen in 1989 stopten. Ex-bandleden van Government Issue speelden hierna in bands als Jawbox, Burning Airlines en Bad Religion.

## Discografie

### Studioalbums
- Boycott Stabb (1983)
- Joyride (1984)
- The Fun Just Never Ends (1985)
- Government Issue (1986)
- You (1987)
- Crash (1988)

### Livealbums
- Live on Mystic (1985)
- Best of Government Issue Live (1994)
- Strange Wine: Live at CBGB August 30th, 1987 (2003)

### Ep's
- Legless Bull (1981)
- Make an Effort (1982)
- Give Us Stabb or Give Us Death (1985)
- Strange Wine E.P. (1988)
- The Punk Remains the Same (2009)

### Verzamelalbums
- No Way Out 82 (1990)
- Finale (1991)
- Beyond (1991)
- Joyride / The Fun Just Never Ends (1995)
- The Mystic Years (1995)
- Complete History Volume One (2000)
- Complete History Volume Two (2002)
- Boycott Stabb Complete Sessions (2010)

### Video's
- Live 1985 (2005)
- A HarD.C.ore Day's Night (2008)